# John Dos Passos
John Roderigo Dos Passos (Chicago, Illinois, 14 de gener de 1896 - Baltimore, Maryland, 28 de setembre de 1970) va ser un novel·lista i periodista estatunidenc.

## Biografia
Nascut a Chicago, en la seva infància i joventut va viatjar, al costat dels seus pares, per Mèxic i alguns països d'Europa (especialment Bèlgica, el Regne Unit i Espanya). El 1916 es va graduar en Arts per la Universitat Harvard. En iniciar-se la intervenció nord-americana en la Primera Guerra Mundial es trobava de viatge per Espanya, i es va allistar voluntari en les ambulàncies militars d'Itàlia.
Publica el 1919 una novel·la de caràcter autobiogràfic, La iniciació d'un home. Després de la guerra, va tornar a viatjar per Espanya i al seu retorn va publicar Rocinante torna al camí. El 1925 publica la novel·la que li va donar fama i rellevància mundial: Manhattan Transfer, escrita com un mosaic pel qual passegen els diversos personatges, amb breus relats fragmentaris el conjunt dels quals retrata una idea fidel de la Nova York de l'època que descriu. Aquest mateix estil és el que utilitzaria en la seva trilogia U.S.A., considerada la seva obra més important. Els llibres que formen part d'aquesta trilogia són The 42nd Parallel (El paral·lel 42, 1930), Nineteen Nineteen  (L'any 1919, 1932) i Big Money (Diner llarg, 1936).
El 1927 va fer pública la seva postura contrària a l'execució dels anarquistes Nicola Sacco i Bartolomeo Vanzetti i va ser empresonat per això. Encara que inicialment va mantenir una ideologia propera al socialisme, una visita a la Unió Soviètica a la fi dels anys 20 el va fer ser bastant més crític. El 1937 va tornar de nou a Espanya per a col·laborar amb Ernest Hemingway en el guió del documental The Spanish Earth, però en conèixer la desaparició del seu amic i traductor de la seva obra José Robles Pazos, presumiblement a mans dels serveis secrets soviètics, va trencar definitivament amb la ideologia comunista. A aquesta època corresponen algunes de les seves novel·les, com Aventures d'un jove, El Número U o La gran destinació.

## Traduccions al català
- El paral·lel 42 (The 42nd Parallel) ISBN 978-84-297-0273-6
- L'any 1919 (Nineteen Nineteen) ISBN 978-84-297-0279-8
- Diner llarg (Big money) ISBN 978-84-297-0284-2
- Manhattan Transfer ISBN 978-84-209-3921-6
- Davant la cadira elèctrica: Sacco i Vanzetti (Facing the chair. Sacco and Vanzetti). Traducció de Josep Alemany. Martorell: Adesiara editorial, 2011. ISBN 978-84-92405-39-8
- El Número U Traducció de Xavier Pàmies. Martorell: Adesiara editorial, 2018 ISBN 978-84-16948-23-9